# Tante Blanco
Tante Blanco, nascut en Tolivia (Llaviana, Astúries, Espanya), és un músic, escriptor, monologuista i exmembre del grup Los Berrones.

## Vida
Va estudiar en la seva joventut en diversos col·legis de capellans i posteriorment tres anys a la Universitat Laboral de Gijón, per després començar a estudiar filologia hispànica a la Universitat d'Oviedo.

## Los Berrones
L'any 1989 va aparèixer en l'escena musical asturiana, juntament amb el grup Los Berrones, amb un senzill que portava únicament dues cançons: Nun yes tú (en asturià: No ets tu) i Tais de yogurt (en asturià: Esteu de iogurt). Aquest disc va ser un èxit en el panorama musical asturià, arribant a esgotar-se l'edició de 2000 còpies la primera setmana que va arribar a les tendes.
L'any 2005 abandona el grup per dedicar-se a altres projectes.

## Hestories piquiñines
L'any 1998, Tante Blanco s'estrena com a escriptor publicant "Hestories piquiñines" (en asturià: Històries petitones). En els anys 2000/2004 va intentar tirar endavant un projecte audiovisual en format de sèrie de dibuixos animats per a televisió juntament amb ANIMASTUR, tal com explica en el llibre, però la falta de fons i mitjans econòmics va fer impossible dur a terme aquest projecte.

## En la TPA
Amb l'arribada de la televisió autonòmica d'Astúries, la TPA, Blanco es va dedicar a fer monòlegs en asturià per al programa Al Aldu: La Risión, en el qual va ser guionista i intèrpret.

## Carrera en solitari
L'any 2009, després diversos anys de diversos projectes, reprèn la seva carrera musical, ara en solitari. Amb el nom de Stroza publica el seu primer treball amb el títol «Música de garrafón», amb lletres tant en asturià com en castellà. És també reseñable la composició de l'Himne del centenari per al club de futbol de Llaviana, el Real Titànic, així com un altre himne compost per l'escola de futbol lavianesa ALCAVA.